# Thérèse Marfaing
Thérèze Anna Marie Marfaing, detta Thérèse (Suc-et-Sentenac, 25 giugno 1932 – Trèbes, 1º luglio 2024), è stata una cestista francese.

## Carriera
Con la Francia disputò i Campionati mondiali del 1953 e tre edizioni dei Campionati europei (1952, 1954, 1956).